# Facultatea de Inginerie a Instalațiilor a Universității Tehnice de Construcții din București
Facultatea de Inginerie a Instalațiilor face parte din Universitatea Tehnică de Construcții din București (U.T.C.B.).

## Istoric
Facultatea a fost înființată în anul 1949 și instalată în clădirea Liceului „Notre Dame de Sion”, imobil expropriat de la călugărițele catolice. Deasupra unei intrări în clădire poate fi văzut vechiul blazon al călugărițelor catolice. Sediul facultății se află pe Bd. Pache Protopopescu, nr. 66, Sectorul 2, București.